# Seznam slovenskih statistikov
Seznam slovenskih statistikov in demografov.

## A
- Jure Ačimović
- Franci Ambrožič (1952–2003)
- Melita Ambrožič (1956–)
- Žiga Andoljšek
- Rudolf Andrejka (1880–1948)
- Franc Arh (1940–2006)

## B
- Aleksander Bajt
- Martin Bajželj
- Tomaž Banovec (1939–)
- Marino Bastjančič
- Vladimir Batagelj (1948–)
- Mojca Bavdaž (EF)
- Jože Benčina?
- Mara Bešter (1922–2010)
- Aleksander Bilimovič
- Andrej Blejec (1953–)
- Marijan Blejec (1919–1992)
- Matjaž Blejec (? –)
- Drago Bokal (1978–)
- Mirjam Bon Klanjšček (1954–)
- Vladimir Bonač (1921–)
- Lea Bregar (1951–)
- Klas Brenk (1943–)
- Dušan Breznik (1920–2002)
- Kristijan Breznik
- Bogomil Brvar (1947–)

## Č
- Anton Edvard Čižman/Zhishman (1821–1874)
- (Jože Andrej Čibej) (1953–2011)

## D
- Boris Debevec
- Srečko Devjak (1947–)
- Vladimir Dintinjana (1915–2002)
- Zvonimir Dintinjana (1922–2024)
- Slava Doberšek-Urbanc (1931–2017)
- Barbara Dremelj Ribič
- Lovro Dretnik
- Lojze Dular (1903-2002)

## E
- Silva Exel Škerlak

## F
- Barbara Ferk?
- Anuška Ferligoj (1947–)
- Vladimir Frankovič (1928-1992)

## G
- (Matjaž Gams - ?)
- (Lojze Gosar 1932–2014)

## H
- Melita Hajdinjak (1977–)
- Karmen Hren

## J
- Zala Jakša
- Rajko Jamnik (1924–1983)
- Barbara Japelj Pavešić
- Slavko Jerič (1980–)
- Silvin Jerman (1924–2018)
- Jože Jesenko (1943–)

## K
- Aleš Kadunc
- Damijana Kastelec
- Ivan Kavkler (1946–)
- Nataša Kejžar (1976–)
- Rajko Kiauta (1900–1993)
- Neda Kladnik (1934–)
- Franta Komel (1924–2015)
- Vojan (Vojko) Konvalinka (1919–1999)
- Simona Korenjak Černe (1964–)
- Katarina Košmelj (1955–)
- Blaženka Košmelj Jeriček (1925–2017)
- Saša Kovačič
- Boris Kožuh (1945–)
- Zala Krajnc
- Anka Kristan (1939–)
- Irena Križman (1951–)
- Andrej Kveder (1973–)

## L
- Evgen Lah (1858–1930)
- Ivo Lah (1896–1979)
- Jože Lavrič (1903–1973)
- Karmen Leskošek?
- Marko Lovrečič Saražin
- Katja Lozar Manfreda
- Lusa

## M
- Mirna Macur
- Janko Mačkovšek
- Janez Malačič (1950–) (demograf)
- Dorjan Marušič (1957–)  ?
- Jasna Mažgon
- Jože Mencinger (1941–2022)
- Vid Mesarič (1933–2020)
- Fedor Mikič (1898–1964, Zgb)
- Branko Mlinar (1923–2010)
- Andrej Mrvar ?

## N
- Bojan Nastav
- Jože Nemec (1943–)
- Ante Novak (1911–1991)

## O
- Apolonija Oblak Flander
- Irena Ograjenšek
- Albin Ogris (1885–1959)
- Špela Orehek?

## P
- Marko Pahor
- Dejan Paliska
- Ivan Pelicon
- Mihael Perman (1961–)
- Gregor Petrič
- Emil Poljanar
- Ilja Popit?
- Drago Potočnik
- Janez Potočnik

## R
- Alenka Rismal (1926–)
- Jože Rovan (1953–)
- Jože Rus (1888–1945)
- Genovefa Ružić

## S
- Janez Sagadin (1929–2021)
- Jože Sambt ? (demograf)
- Janez Selan (1895?–1944, Bgd)
- Janko Seljak
- France Seunig
- Tomislav Skubic (1930–1996)
- Štefan Slak (1932–)
- Ana Slavec
- Tomaž Smrekar?
- Andrej Srakar (1975–)
- Janez Stare (1952–)
- Nada Stropnik (demografinja)
- Judita Stopar?
- Mojca Suvorov

## Š
- Rudi Šeligo (1935–2004)
- Živko Šifrer (1910–1974)
- Milivoja (Vojka) Šircelj (1943–)
- Bojan Škof (1958–)
- Aleksander Škraban (1924–2015)
- Mojca Štraus (1968–)

## T
- Cveto Trampuž ?
- Ana Tretjak (1949–)
- Rudolf Turk (1907–1984)

## U
- Lan Umek
- Janez Usenik (1949–)

## V
- Alojzij Vadnal (1910–1987)
- Katja Vadnal (1945–)
- Vasja Vehovar (1958–)
- Gaj Vidmar (197#–)
- Mojca Vizjak Pavšič (1953–)
- Dolfe Vogelnik (1909–1987)

## Z
- Joca Zurc

## Ž
- Aleš Žiberna
- Janez Žibert
- Alojzija Židan (1951–) (demografinja)
- Franc Žižek (1876–1938)
- Boštjan Žvanut